# 端传媒

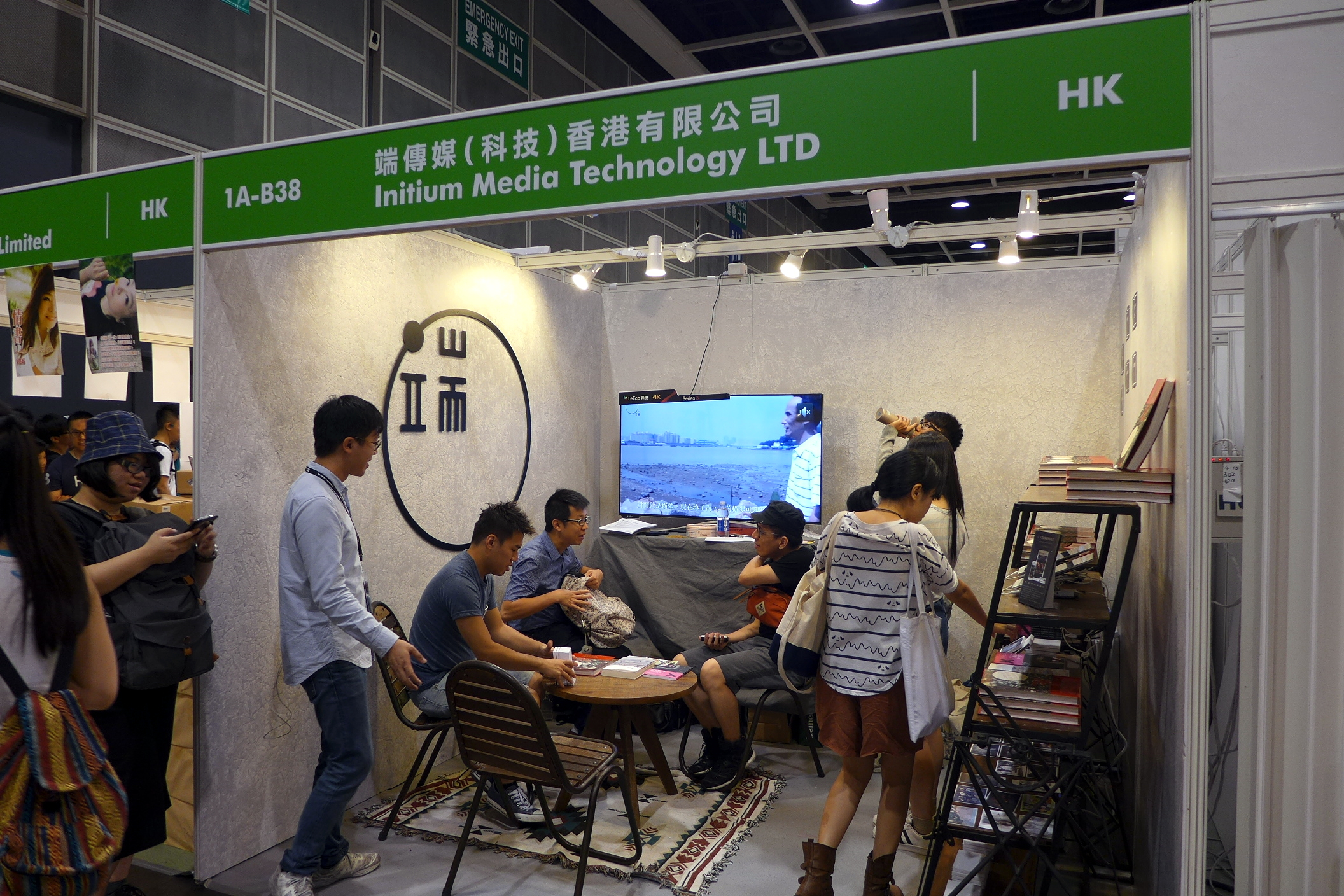
端传媒於2016年在香港書展攤位

端传媒（英語：Initium Media）是一家在香港創立、總部位於新加坡的中文網路媒體，宗旨為“以原创调查报导和数据新闻为特色，深度解析大中华地区及国际事务，为全球华人提供中立新闻报导，以及创新与互动的阅听体验”。端传媒网站和移动应用于2015年8月3日正式上线。2017年起導入訂閱制，累積付費會員超過80000名。

## 历史
2015年8月3日，端传媒网站和移动应用正式上线。“端”字源于《孟子》，取“开端”之义：“恻隐之心，仁之端也；羞恶之心，义之端也；辞让之心，礼之端也；是非之心，智之端也。”當時端傳媒總部位於香港北角英皇道663號泓富產業千禧廣場1001室。12月2日，端传媒获得美商中经合集团领投的优先股投资。
2016年3月13日，端传媒夺得香港摄影记者协会《前线·焦点2015》五项大奖。4月18日，端传媒夺得台湾新闻摄影协会「台湾新闻摄影大赛」的三个奖项，大赛是台湾唯一公开评审的摄影比赛。5月6日，端传媒在香港外國記者會、國際特赦組織香港分會及香港記者協會聯合舉辦的“2015人权新闻奖”获得五项大奖，主办方表示，从未有过一个新成立的新闻网站可以拿到那么多奖项。6月15日，在新闻业界有重要地位的亚洲出版业协会“2016年卓越新闻奖”中，‬端传媒获2个大奖：数据新闻作品《20万条投票纪录带你解码香港立法会》获得“卓越资料图像优异奖”，摄影记者关学津的《小镇的蜕变：探访昂山素姬选区》获得“‪卓越特写摄影荣誉奖‬”。
2017年4月5日，now新聞台引述消息指，端傳媒舉行員工大會，負責人指由於未能找到新投資者，加上現有資金不足以應付日常開支，決定大幅裁員50人，留下約20人。有端傳媒員工表示感到十分可惜。眾新聞引述消息指，電訊盈科董事會主席李澤楷曾洽購端傳媒，但未能成事。4月端传媒推出「集资计划」；7月实行付费订阅制，其中深度报道只对已订阅会员开放。
2021年8月3日，端傳媒宣布總部將遷往新加坡，执行总编辑在聲明中未解釋原因，但表示不會影響原有編採方針和內容。

## 重点报道

### 銅鑼灣書店
2015年11月6日，4名香港出版業人士失蹤，他們全部來自香港老牌禁書書店銅鑼灣書店。銅鑼灣書店以售賣在大陸無法出版發售的政治「禁書」聞名。12月30日晚，銅鑼灣書店另一名股東李波在香港失蹤，據傳疑似被人擄到內地。銅鑼灣書商的系列失蹤案，引起中外媒體極大關注，更點燃香港部分民眾對一國兩制的疑慮與不滿。
端傳媒是第一批報導該事件的媒體。在事件引起廣泛關注之前，端傳媒即發表了對第三位失蹤書商的專題報導。 端傳媒亦專訪了李波的妻子。

### 天津爆炸
2015年8月12日，中國大陸天津市天津濱海新區發生重大火災爆炸事故。爆炸中心離高密度住宅區僅1公里，而爆炸造成的毀壞範圍超過2公里。
端傳媒立即派出記者奔赴天津，在香港媒體中實為罕見。爆炸中心是一間存放有毒化學物質的倉庫，貨物在大火中全被毀壞，殘餘有毒物質侵蝕周圍公寓。這場爆炸導致150多人死亡。端傳媒特派記者在現場，對事件進行了全程詳細報導。更挖出起火倉庫的實際控制人，跟進了一篇調查性報導，追蹤這樁慘案背後的負責人。

### 數據新聞：解碼香港立法會
端傳媒的數據新聞團隊，以香港立法會的20萬條公開投票記錄，分析議員的投票取態和規律。技術團隊製成矩陣圖，將數據視覺化。項目後來發展為對2016年香港立法會選舉的綜合性互動新聞報導。

### 2016年旺角騷亂
2016年農曆新年旺角騷亂爆發期間，香港警察驅趕旺角街上的無牌小販，事件演變成市民與警察之間暴力衝突。端傳媒對此事件進行了全面報導。

## 获奖情况
- 在香港摄影记者协会举办的《前线·焦点2015》摄影比赛中，端传媒获得5个奖项。其中摄影师叶家豪拍摄的香港“麦当劳难民”图片荣获“2015年度图片”奖及“特写组”冠军图片奖。[4]
- 在台湾新闻摄影协会主辨的2016年台湾新闻摄影大赛中，端传媒摄影师Anthony Kwan拍摄的缅甸大选图片故事获得“系列类”第三名；端传媒摄影师叶家豪和Billy H.C. Kwok分别凭香港“麦当劳难民”和天津大爆炸死难家属的摄影获得“图文特写类”第二及第三名。[5]
- 在由香港外国记者会、国际特赦组织香港分会及香港记者协会联合举办的2015年人权新闻奖中，端传媒撰稿人赵思乐的《中国权利NGO生死劫》、《寇延丁：128天的地狱，100公里的救赎》分别获得“中文新闻及专题大奖”和“中文特写优异奖”；端传媒记者江雁南的《深圳山泥倾斜追踪：事故元凶渣土山为何建在法定生态控制区内？》获得“中文网络报道优异奖”；评论作者曾金燕的《中国女性终其一生承受的暴力》获得“中文评论优异奖”；特约攝影師 Nicole Tung 的《难民的彼岸：这一年，为生存穿越爱琴海》获得“图片特写特别奖”。[19]
- 亞洲出版業協會（SOPA）「2016年卓越新聞獎」中，‬端傳媒獲2個大獎，其中數據新聞作品《20萬條投票紀錄帶你解碼香港立法會》獲得「卓越資料圖像優異獎」，攝影記者關學津的《小鎮的蛻變：探訪昂山素姬選區》獲得「‪卓越特寫攝影榮譽獎‬」。[7]
- 在2019年人权新闻奖中，端传媒荣获“中文新闻解释性特写”优异奖和“多媒体新闻”优异奖[20]。亞洲出版業協會「2019年卓越新聞獎」中，端傳媒在五項報道共獲5個大獎，包括「榮譽女性議題報道獎」、「榮譽人權報道獎」、「榮譽數據圖像獎」、「卓越環境報道獎」和「榮譽卓越攝影獎」。[21]
- 香港攝影記者協會舉辦的《前線‧焦點 2020》新聞攝影比賽中，端傳媒共奪得7個獎項，包括在7個比賽組別奪得4項冠軍。[22]
- 財團法人卓越新聞獎基金會第21屆卓越新聞獎，端傳媒分別入圍平面及網路（文字）類2件、新聞攝影類2件以及不分媒體類2件。[23]

## 编辑团队
端傳媒的編輯與開發團隊有數十人，主要分布在香港和台灣。編輯團隊從世界各地發來每日新聞報導、深度時事分析、可視化圖表、調查性報導與影像視頻。
端傳媒的投資人之一蔡華是一名律師。蔡華是福建人，在北京修讀本科（法律），在北京一共待了10年，2003年到史丹福大學修读法律博士學位，然後在美國律師行工作。在舊金山住了4年後，2007年來港，現為世達國際律師事務所合夥人，主要負責中國公司到美國上市、以及企業併購的法律顧問服務。蔡華形容自己在政治立場方面很獨立，指出香港傳媒分成多個陣營、把所有問題都泛政治化；他重申，指端傳媒背後有中國共產黨的「紅色資本」，是陰謀論。端傳媒的投資者最初包括蔡華等3名投資者，後來增至8人，都是專業背景，有香港人及外籍人士。
端傳媒執行主編張潔平曾擔任《亞洲周刊》記者、《陽光時務周刊》執行主編、《號外》副主編。2014年，她辭去《號外》副主編職務，擔任自由撰稿人，為紐約時報中文網等媒體撰寫香港問題深度報道。2018年從端傳媒离职。
自端傳媒推出以來，既被批評對中國共產黨帶有敵意，也被批評立場親中共。2015年11月23日，香港蘋果日報引述匿名消息，指端傳媒大股東蔡華與中共總書記習近平有秘密聯繫。 端媒體否認了這些指控，並強調自己是完全獨立的。
事實上，媒體觀察家傾向於認為，自成立以來，端媒體推出的重大新聞報導已經證明了它的獨立性。2016年4月，一位評論員寫道，“（端傳媒的）深度評論和天津爆炸的報導，曼谷恐怖襲擊和旺角的騷亂報導，已經贏得了它在大中華地區的初步認可。”

## 事件
2015年8月17日晚，泰国曼谷市中心四面佛庙附近发生爆炸案，端传媒摄影记者关学津（Anthony Kwan）于18日凌晨前往现场采访及摄影，因端传媒评估此次采访具高风险，因此给关学津配备了避弹衣用于自卫，并让他携带往泰国。在離境時，被蘇萬那普機場的海關查獲了避彈衣，被泰國當局以持有非法武器罪名拘捕。

## 评价

### 正面评价
- 端传媒上线后，即发生了天津港“8.12”特别重大火灾爆炸事故和曼谷爆炸案。搜狐旗下的传媒观察类微信公众号“传媒狐”认为，相较其他媒体，端传媒在报导格局上更加深入，在内容的呈现上很有特色。[31]
- 香港知名传媒人陈惜姿在她设于《香港苹果日报》的专栏中评价端传媒，“叫人眼前一亮。在一片惨淡的气氛中，带来一点喜气。”[32]
- 台湾独立媒体工作者张正表示，端传媒的报道“全面而公允”，注重各项议题在两岸三地的彼此连结，与台湾本地媒体区别很大。[33]
- 一位在荷兰工作的中国人王磬（音译）表示，端传媒在报道中国大陸议题时与许多外媒感觉不同，“外媒也可以报道地很全面，但它们始终都是外国人写给外国人看的；但端传媒的报道不同，它们一样客观中立，但你可以感觉到（端传媒）对这些议题的真正关心。”[33]

### 负面评价
- 報社立場問題：《蘋果日報》質疑，端传媒股東蔡華的背景或涉及中共。對於此事，蔡華指他與習近平見面，不能證明他是受命做事[34]。